# 20. Nemzetközi Matematikai Diákolimpia
A 20. Nemzetközi Matematikai Diákolimpiát (1978) Romániában, Bukarestben rendezték. Tizenhét ország százharminckét versenyzője vett részt rajta.  Ez volt az első olimpia, amelyet több ország „bojkottált”. Nem volt jelen a Szovjetunió, az NDK és Magyarország. Ennek ellenére a szakértők az egyik legszínvonalasabb olimpiának tartották. 
(Az elérhető maximális pontszám: 8×40=320 pont volt)

## Országok eredményei pont szerint
|     | Ország           | Pont | Arany | Ezüst | Bronz |
| --- | ---------------- | ---- | ----- | ----- | ----- |
| 1.  | Románia          | 232  | 2     | 3     | 2     |
| 2.  | Egyesült Államok | 225  | 1     | 3     | 3     |
| 3.  | Anglia           | 201  | 1     | 2     | 2     |
| 4.  | Vietnám          | 200  | 0     | 2     | 6     |
| 5.  | Csehszlovákia    | 195  | 0     | 2     | 3     |
| 6.  | NSZK             | 184  | 1     | 0     | 3     |
| 7.  | Bulgária         | 182  | 0     | 1     | 3     |
| 8.  | Franciaország    | 179  | 0     | 2     | 4     |
| 9.  | Ausztria         | 174  | 0     | 3     | 2     |
| 10. | Jugoszlávia      | 171  | 0     | 1     | 2     |
| 11. | Hollandia        | 157  | 0     | 1     | 1     |
| 12. | Lengyelország    | 156  | 0     | 0     | 2     |
| 13. | Finnország       | 118  | 0     | 0     | 2     |
| 14. | Svédország       | 117  | 0     | 0     | 1     |
| 15. | Kuba1            | 68   | 0     | 0     | 2     |
| 16. | Törökország      | 66   | 0     | 0     | 0     |
| 17. | Mongólia         | 61   | 0     | 0     | 0     |

1) – 4 fővel indult

## A magyar csapat
Ez volt az egyetlen olimpia, amelyen nem vett részt magyar csapat. Ennek nyilvánvalóan politikai okai voltak.
Ennek indoklása olvasható Reiman István – Dobos Sándor: Nemzetközi Matematikai Diákolimpiák 1959-2003 Typotex 2003, Budapest (ISBN 963-9548-04-9) című könyv 36. oldalán: „Hivatalos magyar közlemény szerint a magyar művelődési miniszterhez nem érkezett meg a meghívás;…”